# 挪威航天局
挪威太空局（挪威語：Norsk Romsenter，缩写：NOSA；前身為挪威太空中心（NSC））是挪威的一個政府機構，負責監督挪威的政府公共太空活動。NOSA的目標是確保挪威王國從參與的任何太空活動中受益。
該機構於1987年成立，當時稱為挪威太空中心，與挪威決定加入歐洲太空總署（ESA）同步進行。它作為挪威工業和貿易部的一個機構運作，其宗旨是開展對社會有益並促進商業發展的太空活動。挪威航天局還負責在ESA、歐盟太空計劃以及與其他國家的雙邊協議中維護和促進挪威的利益。其總部位於奧斯陸。

## 歷史
挪威自1960年代起便參與太空活動，早在該機構成立之前就已開展相關工作。 1962年8月18日，第一枚火箭從挪威維斯特倫的安德尼亞太空中心發射，自那時起，該設施一直作為發射太空載具的場地。 到2012年，挪威據報已從該國土地上發射了超過1,000枚探空火箭。 此外，自1960年代起，挪威開始定期資助衛星通信研究，這有助於該國成為接收極地軌道衛星數據的最佳位置之一。 據報導，挪威是第一個在國內使用衛星通信的國家，這使其能夠更好地支持其石油工業和位於北極荒野的偏遠地點。
1987年，挪威成为欧洲航天局（ESA）的成员国。 同年，挪威太空中心作为一个政府机构成立，负责组织挪威的太空活动。这包括协调与ESA和其他国际合作相关的努力，以及管理国家太空事业。 其主要角色之一是有效分配和管理资金，以支持太空领域并促进挪威的利益。太空局提出的提案由挪威工业和贸易部监督审查。
自成立以来，挪威持续扩展其基于太空的活动。该国承办了最大的地面站，用于欧洲卫星导航系统（Galileo）全球导航卫星系统（GNSS）。 除了欧洲重型运载火箭阿里安5型和国际空间站外，挪威制造的组件还被整合到许多卫星中；各种基于太空的任务也利用了挪威的技术。 此外，该国还作为一个地点，用于测试设备，以评估其耐受外太空使用条件的能力。
1997年，安德尼亞太空中心被私有化，挪威太空中心隨之取得其90%的股份；該中心以商業基礎運營，用於執行國內和國際任務。 在2010年代，該機構參與了核心混合探空火箭的開發，該火箭旨在比以往型號更安全、更便宜且更環保。 2019年2月，挪威太空中心正式更名為挪威太空局；根據通訊主任瑪麗安·穆恩（Marianne Moen），此舉旨在減少對該組織功能的混淆，並澄清其作為政府機構的地位。

## 挪威太空公司
挪威太空公司（Space Norway）是一家成立於2014年的挪威太空相關公司。其使命是擁有和租賃太空基礎設施，並進行太空相關活動的投資。 儘管它以商業有限責任公司的形式運作，但挪威太空公司完全由挪威政府擁有。 該公司持有Kongsberg Satellite Services 50%的股份，後者專門為各種衛星所有者讀取軌道上地球觀測衛星的數據。 2019年7月，挪威太空公司與美國公司Northrop Grumman和SpaceX簽訂合同，分別建造和發射其兩顆衛星的「北極衛星寬帶任務」（Arctic Satellite Broadband Mission，ASBM）系統，預計於2024年中旬發射。

## 外部連結
- Norwegian Space Agency